# Merostachys ciliata
Merostachys ciliata är en gräsart som beskrevs av Mcclure och Lyman Bradford Smith. Merostachys ciliata ingår i släktet Merostachys och familjen gräs. Inga underarter finns listade i Catalogue of Life.